# Carl Maria von Weber
Carl Maria Friedrich Ernest von Weber, född 18 november 1786 i Eutin, död 5 juni 1826 i London, var en tysk klassisk kompositör, far till ingenjören Max Maria von Weber.

## Biografi
Webers far, Franz Anton von Weber, var farbror till Mozarts maka Constanze samt officer, civil ämbetsman och teaterkapellmästare. Slutligen blev han kringresande teaterföreståndare. På grund av de många resorna var Carl Marias ungdom sällan ordnad och han fick liten systematisk undervisning. Å andra sidan fick han rik näring för fantasin, tidig världsvana och erfarenhet samt en tidig förtrogenhet med scenen.
Till Webers lärare i musik räknades Heuschkel i Hildburghausen, Michael Haydn i Salzburg, Kalcher och Valesi i München samt senare abbé Vogler. För att själv kunna trycka sina kompositioner studerade han den kort dessförinnan av Alois Senefelder uppfunna litografin och gjorde väsentliga förbättringar av denna. Han skrev nu operan "Das stumme Waldmädchen", som gavs i Chemnitz 1800. 
1802 hade operan Peter Schmoll und seine Nachbarn premiär i Augsburg. Mellan 1803 och 1804 studerade han för Vogler i Wien. Denne skaffade honom 1804 anställning som kapellmästare i Breslau. Där påbörjade han operan "Rübezahl", vars suveräna ouvertyr sedan utgavs med titeln "Zum Beherrscher der Geister". Rübezahl fullbordades emellertid inte. 1806 blev han hovsekreterare hos prins Ludvig av Württemberg i Stuttgart och skrev där en omarbetning av sin Waldmädchen under titeln Silvana.
Fram till 1813 levde han, bortsett från konsertresor som pianist, omväxlande i München, Leipzig och Berlin samt vid hoven i Gotha och Weimar. Därefter blev han för tre år kapellmästare i Prag. 1817 fick von Weber anställning som kapellmästare i Dresden och gifte sig med sångerskan Caroline Brandt.
Kända operor av von Weber är Friskytten (Der Freischütz), Euryanthe, Abu Hassan och Oberon.  Den sistnämnda operan skrev han på beställning från London, trots att han redan var svårt lungsjuk. Han färdigställde verket i London och dirigerade själv uruppförandet, som blev en succé där han överöstes av blommor och pastiller. Weber var dock så sjuk att han dog i London, där han begravdes. Cirka 20 år senare fördes kroppen med hjälp av Richard Wagner tillbaka till Tyskland för att begravas i fosterjorden.
Ett verk av Weber användes som b-melodi till en psalm av Hedvig Posse införd i Nya psalmer 1921: Fader, förbarma Dig.

## Utmärkelser
Asteroiden 4152 Weber är uppkallad efter honom.

Karikatyrer av Weber på tyskt frimärke

## Verkförteckning i urval

### Operor och scenisk musik
- Das Waldmädchen. Opera i 2 akter. Text: Karl Ritter von Steinsberg. 1800.
- Peter Schmoll und seine Nachbarn. Opera i 2 akter. Text från C. G. Cramers roman av Josef Türk. 1803
- Rübezahl. Opera i 2 akter. Text: J. G. Rhode. 1804 (ofullbordad)
- Silvana. Opera i 3 akter. Text: Franz Carl Hiemer. 1810
- Abu Hassan. Sångspel i 1 akt. Text: Franz Carl Hiemer. 1811
- Friskytten. Opera i 3 akter. Text: Friedrich Kind. 1817-1820
- Die drei Pintos. Opera i 3 akter. Text: Theodor Hell. 1820 (ofullbordad). Bearbetad av Gustav Mahler. 1888
- Euryanthe. Opera i 3 akter. Text: Helmina von Chézy. 1823
- Oberon. Opera i 3 akter. Text: James Planché. 1826
- Musik till Turandot. Skådespel i 5 akter av Friedrich von Schiller. 1809
- Preziosa. Skådespel i 4 akter av Pius Alexander Wolff. 1821

### Orkesterverk
- Symfoni nr 1, C-dur. 1807
- Symfoni nr 2, C-dur. 1807
- Grande Ouverture, op. 8. 1807 (egentligen till operan Peter Schmoll)
- Uvertyren Beherrscher der Geister, op. 27. 1811 (egentligen till operan Rübezahl)
- Jubel-Ouverture, op. 59. 1818
- Konzertstück för piano och orkester, op. 79. 1821
- Grand Pot-pourri för violoncell och orkester, op. 20. 1808
- Concertino för klarinett och orkester, op 26. 1811
- Concert för fagott och orkester, op 75. 1811 (omarbetad 1822)
- Andante e Rondo Ungarese för fagott och orkester, op. 35. 1813
- Concertino för horn och orkester, op 45. 1815

### Kör- och vokalverk
- Natur und Liebe. Kantat för 6 stämmor och piano, op. 61. 1818
- Jubel-Kantate för sopran, alt, tenor, bas och kör och orkester, op. 58. 1818
- Der erste Ton för kör och orkester, op. 14. 1808
- Hymne "In seiner Ordnung schafft der Herr", för kör och orkester op. 36. 1812
- Kampf und Sieg för kör och orkester, op. 44. 1815
- Missa Sancta nr 1 för kör och orkester. 1818

### Kammarmusik
- Pianokvartett i B-dur. 1809
- Pianotrio i g-moll, op 63. 1819
- 6 Sonates progressives. 1810
- Grand Duo concertant för klarinett och piano, op 48. 1816
- Divertimento assai facile för piano och gitarr, op. 38. 1816

### Pianomusik
- Grosse Sonate für pianoforte C-dur, op. 24. 1812
- Air Russe (med Schöne Minka), op. 40. 1815
- Sechs Fughetten, op. 1. 1798
- Moment o capriccioso, op. 12. 1808
- Grande Polonaise, Ess-dur, op. 21. 1808
- Aufforderung zum Tanz, op. 65. 1819
- Polacca brillante, op. 72. 1819